# Rutgers Queensmen football 1869
I Rutgers Queensmen football 1869 hanno rappresentato la Rutgers University nella stagione di college football 1869.
Chiusero la loro stagione d'esordio, e prima in assoluto del college football, con un record di 1–1, venendo nominati retroattivamente campioni nazionali da Billingsley Report, National Championship Foundation, e Parke H. Davis. La stagione si compose di due gare con Princeton, all'epoca conosciuta come College of New Jersey.

## Schedule
| November 6           | College of New Jersey*    | New Brunswick, NJ | W 6–4 |
| November 13          | at College of New Jersey* | Princeton, NJ     | L 0–8 |
| *Gare non-conference |                           |                   |       |